# Capela de Santo António (Trevões)
A Capela de Santo António encontra-se situada no extremo sul da vila de Trevões. Apesar de inúmeras intervenções, esta conserva o portal de arco quebrado com intradorso chanfrado, em estilo gótico. Do lado direito do portal sobressai uma pequena cruz sobre peanha, que também encontramos na Capela do Mártir São Sebastião. O interior é lajeado a xisto, exibe um retábulo de madeira muito repintado, albergando as imagens do padroeiro.